# Félix Alonso Muñoz
Félix Alonso Muñoz es un deportista español que compitió en remo. Ganó una medalla de bronce en el Campeonato Mundial de Remo de 1980, en la prueba de ocho con timonel ligero.

## Palmarés internacional
| Campeonato Mundial | Campeonato Mundial | Campeonato Mundial | Campeonato Mundial      |
| Año                | Lugar              | Medalla            | Prueba                  |
| ------------------ | ------------------ | ------------------ | ----------------------- |
| 1980               | Malinas (Bélgica)  | Medalla de bronce  | Ocho con timonel ligero |